# エニウェトク環礁
座標: 北緯11度30分 東経162度20分 / 北緯11.500度 東経162.333度

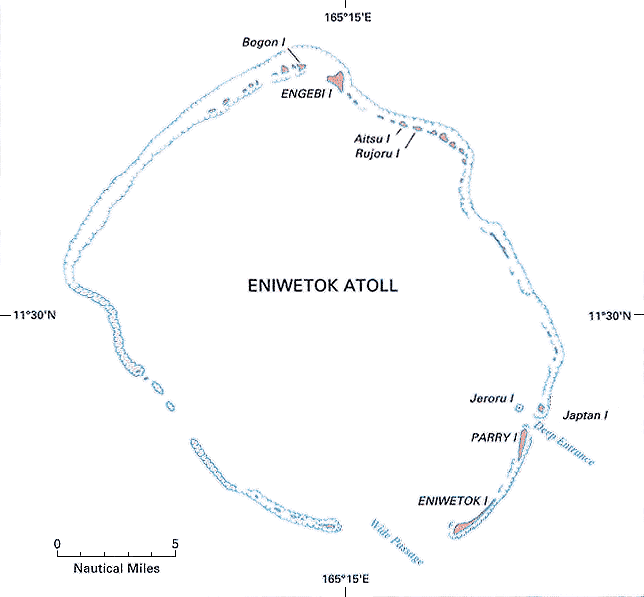
エニウェトク環礁

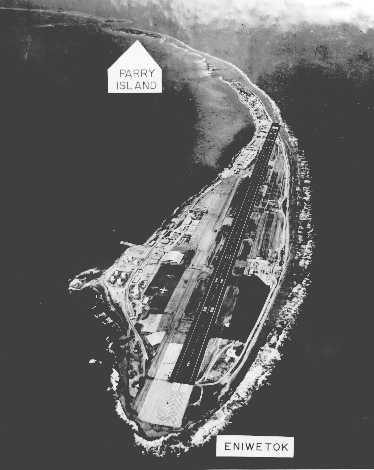
上空から見たエニウェトク環礁。

エニウェトク環礁 (エニウェトクかんしょう、Eniwetok Atoll) は、中部太平洋、マーシャル諸島にある環礁。
円周80kmのラグーンとその周囲のおよそ40の島からなり、島の面積は合計6km2以下である。ラリック列島で2番目に西にある環礁で北緯11度30分、東経162度20分に位置する。人口は1990年現在で820人である。エニウェタク環礁とも呼ばれる。

## 概要
1794年にイギリスの商船Walpoleが訪れるまで、ヨーロッパ人には知られていなかった。また、1885年にドイツ領となるまでにも、数十隻しか船は訪れなかった。他のマーシャル諸島の島同様、第一次世界大戦中の1914年に日本が占領する。1920年に日本の委任統治領となり、ブラウン環礁とも呼ばれた。
第二次世界大戦中の1942年11月、日本はEngebi島に飛行場を建設し、これはカロリン諸島や他のマーシャル諸島の島へ向かう飛行機が利用した。ギルバート諸島の陥落後、1944年1月4日に日本陸軍は島の防衛に海上機動第一旅団を派遣したが、2月のアメリカ軍の侵攻の前に防御を固めることはできず、環礁はアメリカ軍が占領した（エニウェトクの戦い）。
戦後に住人は立ち退かされ、環礁は太平洋核実験場の一部となり、1948年から1962年までアメリカ合衆国の核実験に使われた。1948年4月30日のサンドストーン作戦（エックスレイ実験）を皮切りに、1952年には最初の水爆実験アイビー作戦 (Operation Ivy) が行われた。核爆発による雲の調査として、1957年と1958年にはいくつかのロケットが打ち上げられた。
1970年代に住民が島に戻り始めた。1977年5月15日、アメリカ政府は汚染された土壌などの除去を開始した。1980年には安全宣言が出されたが、30年を経ても島ではヤシの木や穀物が育たなかった。現在も島の北半分は放射能汚染レベルが高く活用できず、南半分で生活している。
環礁の一部を成すルニット島には、取り除いた放射能汚染物質を厚さ45センチのコンクリートで格納したルニットドームが存在する。プルトニウムの半減期は2万4千年だが、コンクリートの耐用年数は長くて100年であり、すでにひび割れも始まっている。一時投棄との位置付けで建設された施設であり、サイクロンが直撃した場合に崩壊する可能性や汚染物の海洋流出の危険性がある。

## ギャラリー

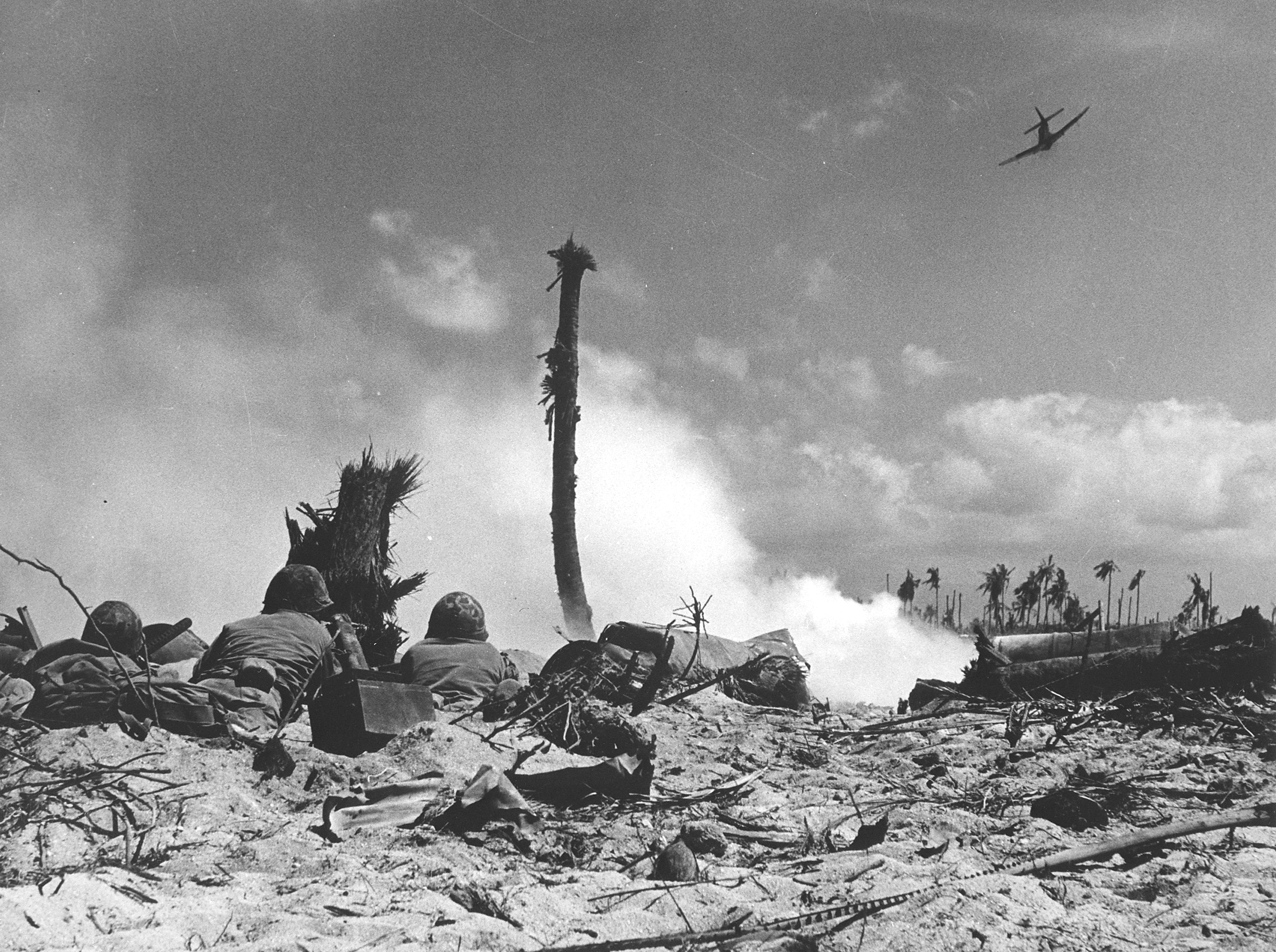
1944年に環礁を攻撃する米軍
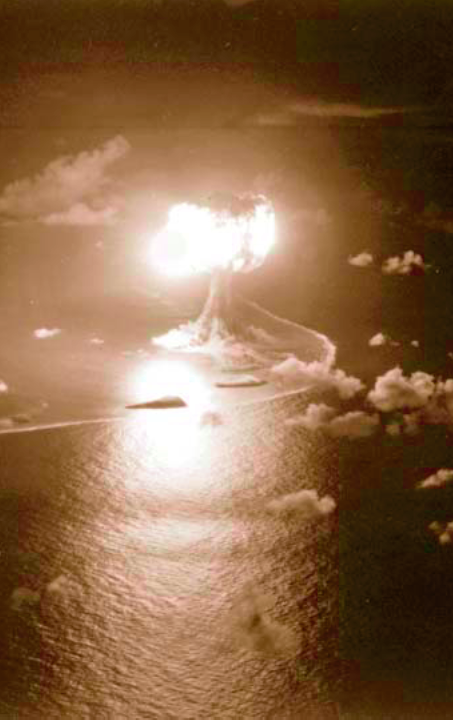
1948年4月14日に行われたサンドストーン作戦X-Ray実験
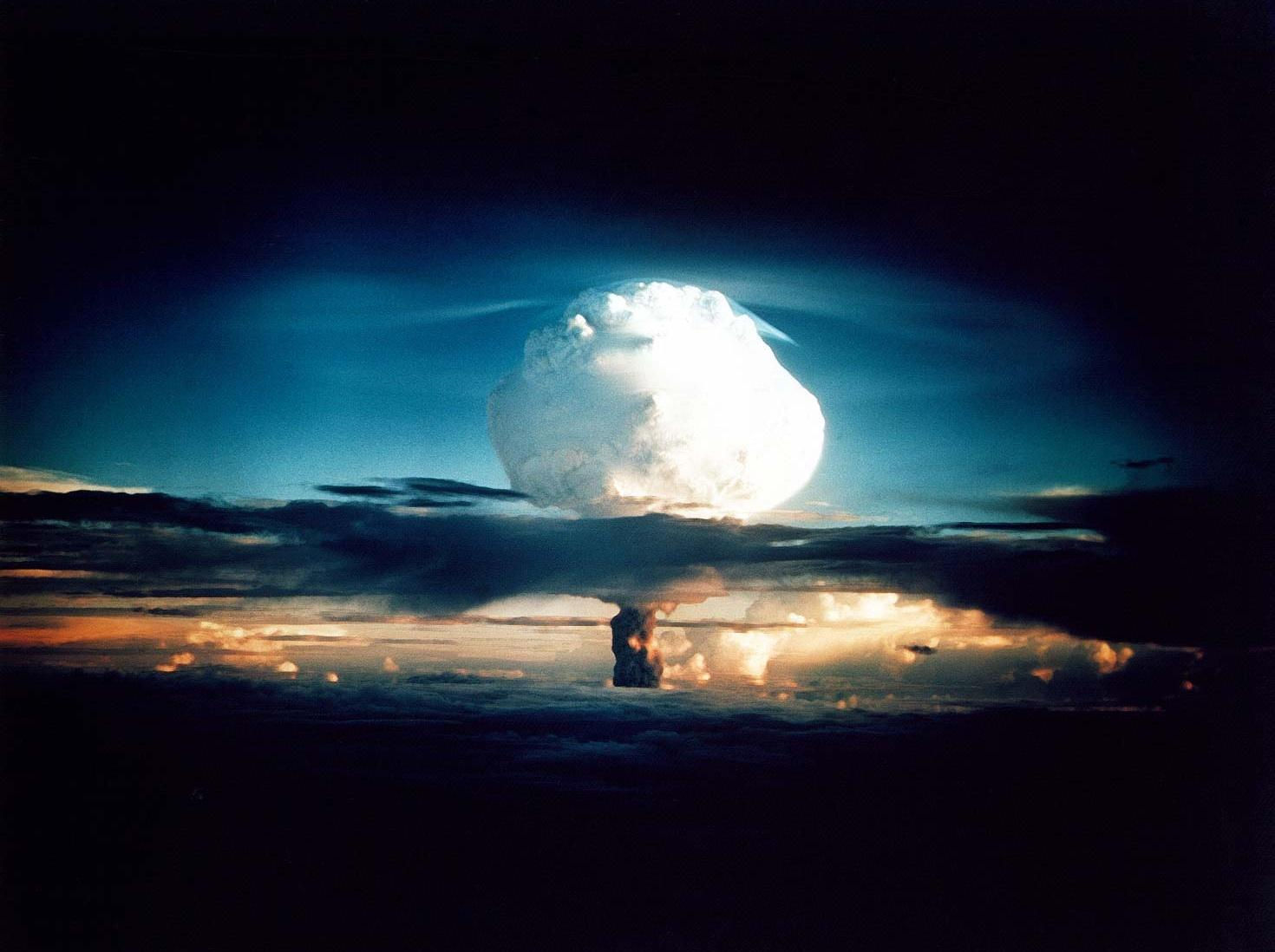
1952年11月1日に行われたアイビー作戦マイク実験
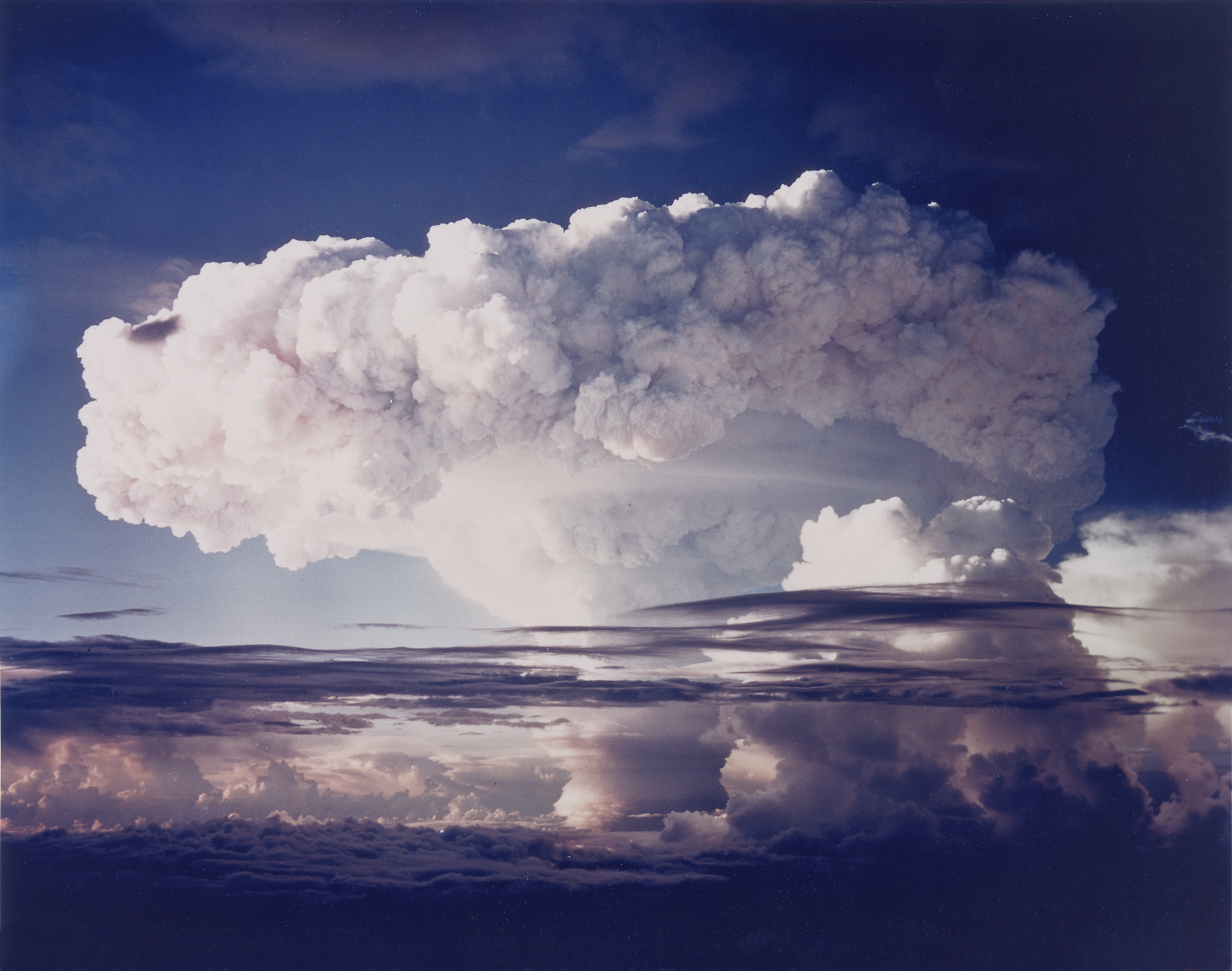
1952年11月1日に行われたアイビー作戦マイク実験で生じた巨大なキノコ雲
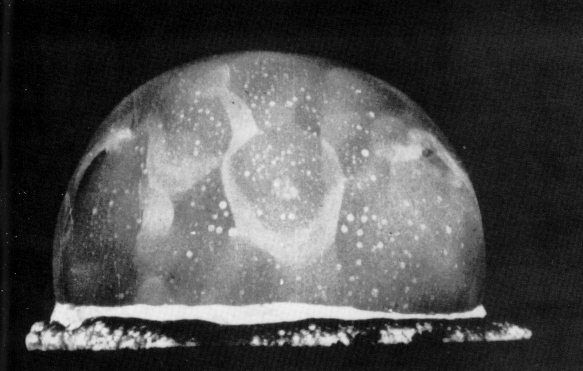
グリーンハウス作戦ジョージ実験の爆発20ミリ秒後の火球
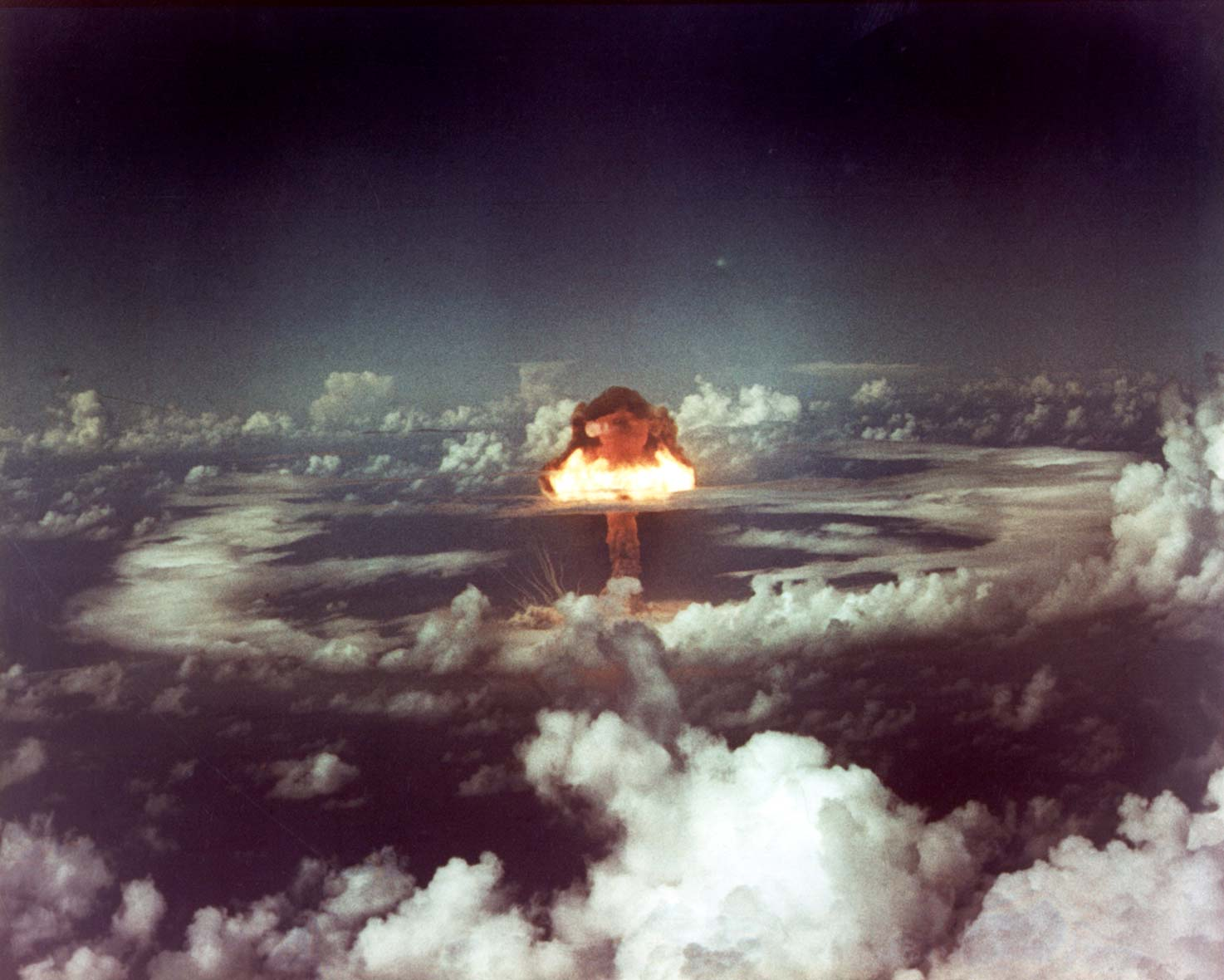
1952年11月15日に行われたアイビー作戦キング実験
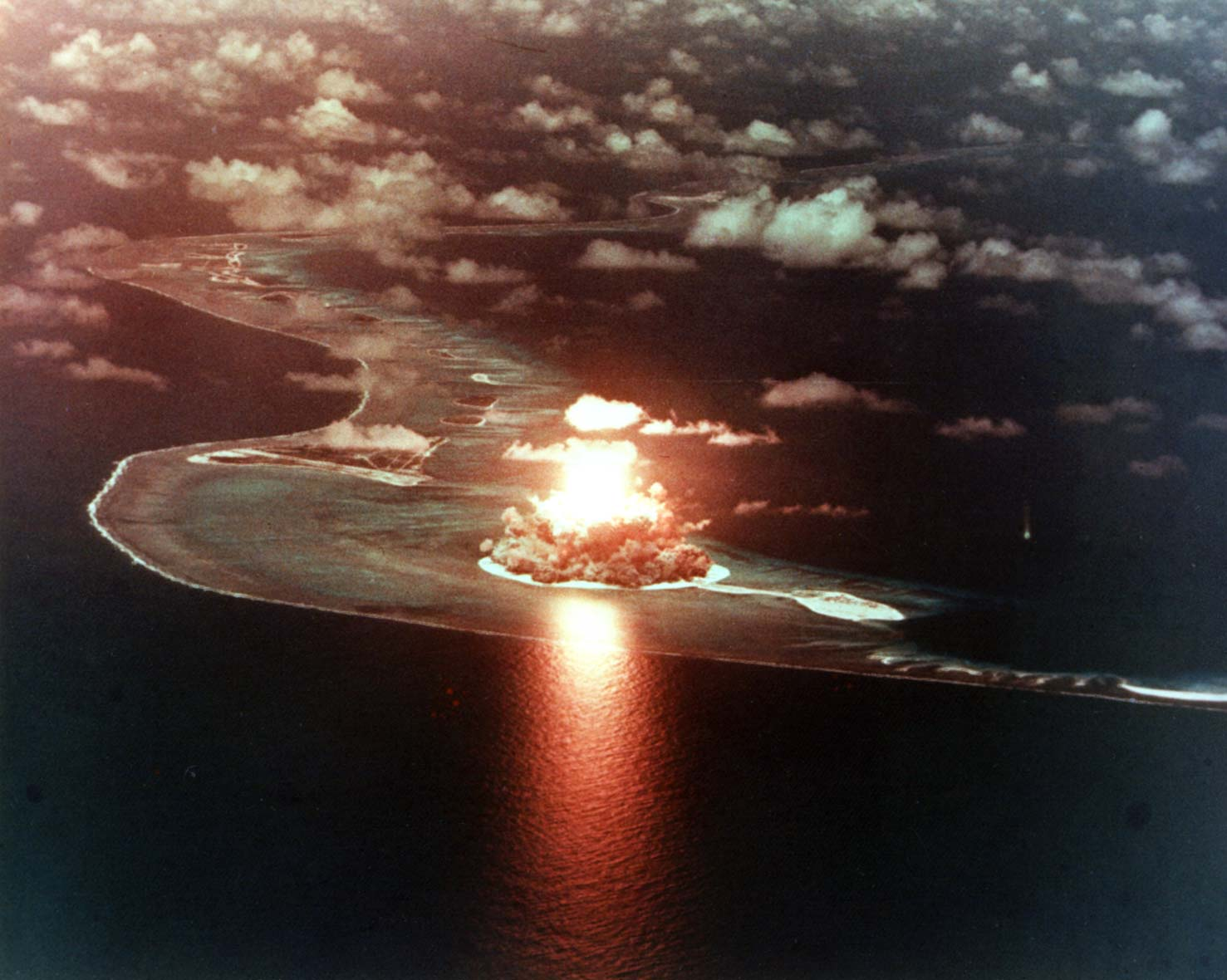
レッドウィング作戦セミノール実験（爆発直後）
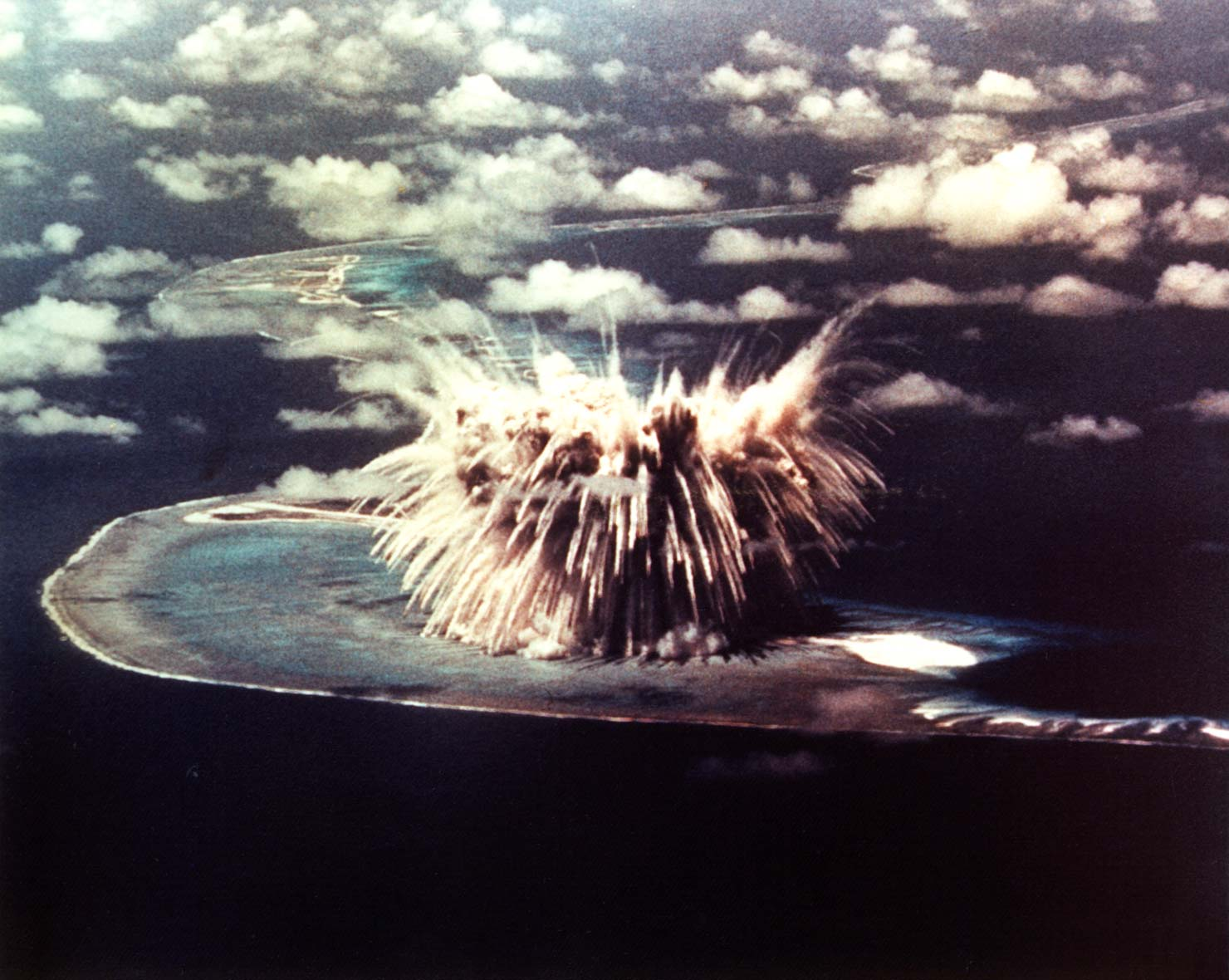
レッドウィング作戦セミノール実験（放射性降下物が降り注ぐ様子）
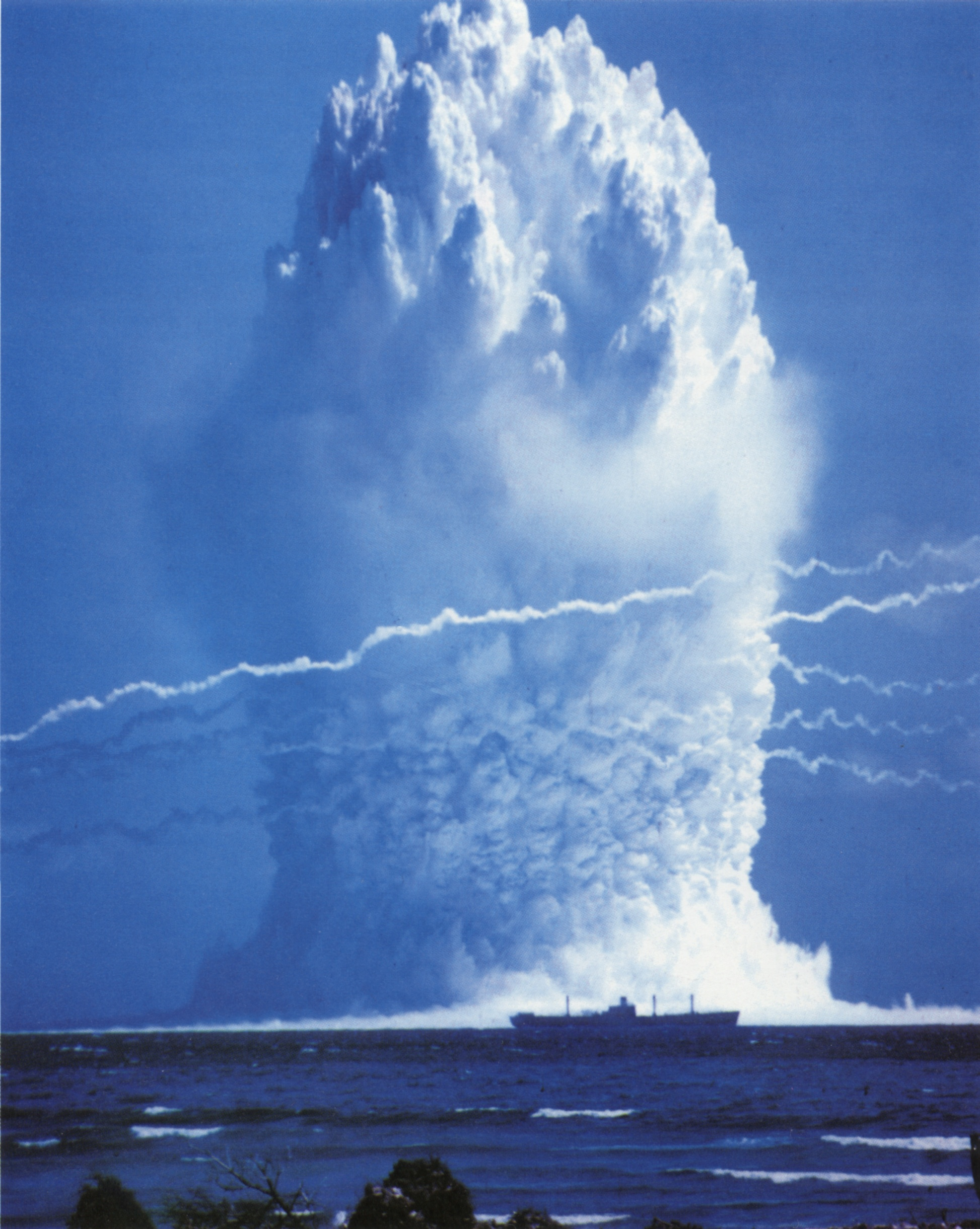
ハードタック作戦アンブレラ水中実験で発生した巨大な水柱
- エニウェトク環礁で行われた3回の核実験の映像